# Malaconotus
Malaconotus is een geslacht van zangvogels uit de familie Malaconotidae. Ze worden ook wel bosklauwieren genoemd.

## Soorten
Het geslacht kent de volgende soorten:
- Malaconotus alius – Uluguruklauwier
- Malaconotus blanchoti – Spookklauwier
- Malaconotus cruentus – Bloedklauwier
- Malaconotus gladiator – Gladiatorklauwier
- Malaconotus lagdeni – Asjantiklauwier
- Malaconotus monteiri – Monteiro's klauwier